# Ridge Racer
Ridge Racer é uma série de jogos eletrônicos de corrida no estilo arcade desenvolvido e publicado pela Bandai Namco Entertainment, anteriormente Namco tanto para a arcades e em vários plataformas para video games. O primeiro jogo Ridge Racer (1993), foi originalmente lançado em arcades para o hardware Namco System 22, mais tarde portado para o PlayStation um ano depois como título de lançamento. A série foi recebido com várias sequências e jogos spin-offs para múltiplas plataformas, sendo o mais recente o jogo para celular Ridge Racer Draw & Drift (2016), e o último jogo principal sendo Ridge Racer 7 (2006).

## Jogabilidade

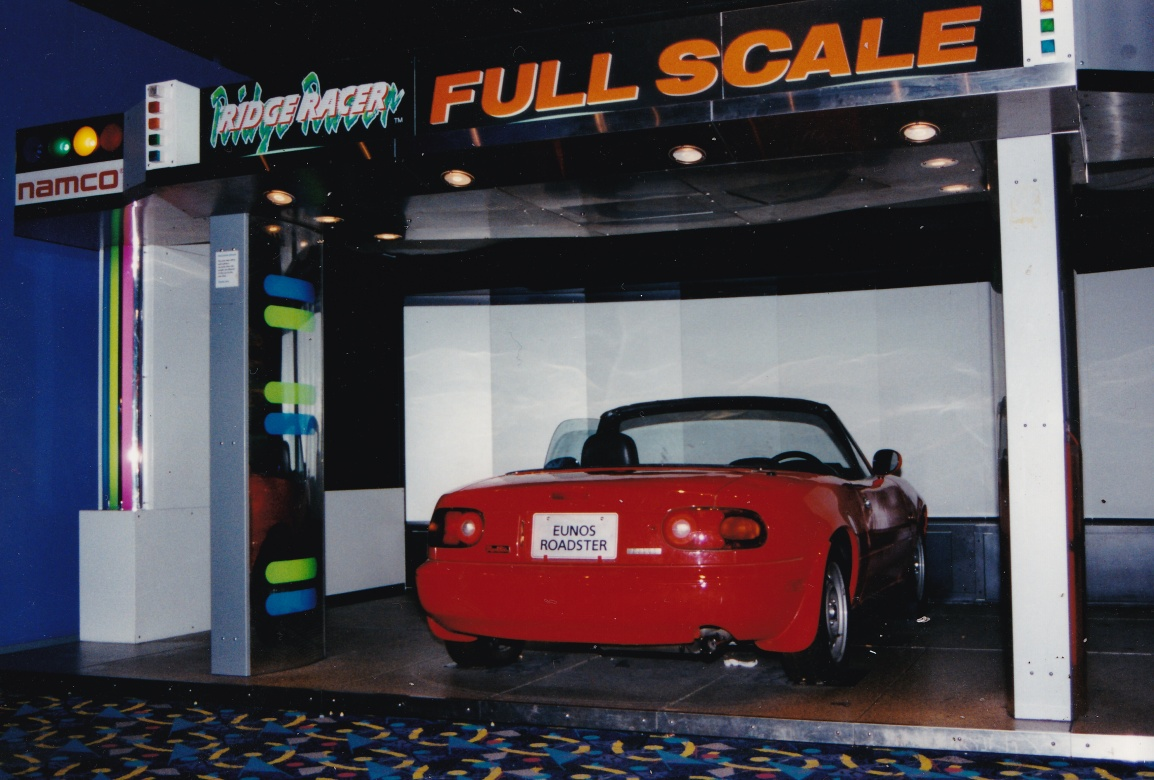

A jogabilidade envolve o jogador correndo contra oponentes controlados pelo computador para ser o primeiro a terminar uma corrida. A deriva é um aspecto central da série e é usada para manter a velocidade nas curvas. Ridge Racer utiliza várias localidades diferentes, a mais famosa da série é chamada de Ridge City. Ridge City contém variadas paisagens como cidades, praias, bosques e montanhas. Ridge City está localizado no Ridge State, cuja localização é desconhecida. No entanto, a cidade ainda conserva o seu original virtualmente e naturalmente a partir de Ridge Racer e Ridge Racers 2. A paisagem da cidade de Ridge é diversificada, com faixas que funcionam através de cidades, praias, zonas arborizadas e as montanhas. Em alguns dos primeiros jogos, de todas as faixas partilham a mesma linha começando e terminando, mas abrir ou fechar as diferentes partes da pista a fim de produzir um rumo diferente. A trilha sonora predominantemente tem características bastante de música techno trance composta pela Namco em casa de artistas. A maioria dos jogos utilizam Reiko Nagase como uma mascote, e muitos recurso sequências.

## Jogos Publicados
- Ridge Racer - PS (1994 - Japão, 1995 - EUA/Europa) Zeebo(2009 - Brasil)
- Ridge Racer Revolution - PS (1995 - Japão, 1996 - EUA/Europa)
- Rage Racer - PS (1996 - Japão, 1997 - EUA/Europa)
- R4: Ridge Racer Type 4 - PS (1998 - Japão, 1999 - EUA/Europa)
- Ridge Racer V - PS2 (2000)
- Ridge Racer 64 - N64 (2000)
- R: Racing Evolution - PS2 (2003)
- Ridge Racer DS - NDS (2004 - EUA)
- Ridge Racer (PSP) - PSP (2004 - Japão, 2005 - EUA/Europa)
- Ridge Racer 6 - XBox 360 (2005)
- Ridge Racer 2 - PSP (2006)
- Ridge Racer 7 - PS3 (2006)
- Ridge Racer Accelerated - iOS (2009)
- Ridge Racer 3D - 3DS (2011)
- Ridge Racer Unbounded - Playstation 3, Xbox 360, PC (JP Canceled/NA March 27, 2012/EU March 30, 2012/AUS March 29, 2012)
- Ridge Racer Slipstream - iPhone, iPod, iPad (2013) e Android (2014)
- Ridge Racer Draw & Drift - iOS e Android (2016)